# PGC 2204
LEDA/PGC 2204 ist ein verschmelzendes Galaxienpaar im Sternbild Bildhauer. Es ist schätzungsweise 275 Millionen Lichtjahre von der Milchstraße entfernt und hat einen Durchmesser von etwa 40.000 Lichtjahren. Vom Sonnensystem aus entfernt sich das Objekt mit einer errechneten Radialgeschwindigkeit von näherungsweise 6.200 Kilometern pro Sekunde.